# Raul Opruț
Raul Marian Opruț (Caransebeș, 4 gennaio 1998) è un calciatore rumeno, difensore della Dinamo Bucarest in prestito dal Kortrijk.

## Caratteristiche tecniche
È un terzino sinistro che può essere impiegato anche al centro della difesa.

## Carriera

### Club
Cresciuto nel settore giovanile del Chievo, ha fatto parte della primavera del club gialloblu dal 2015 al 2017 disputando oltre 55 incontri fra campionato e coppe di categoria. Il 23 aprile 2017, per via degli infortuni accorsi a diversi giocatori della prima squadra, ha ricevuto la prima convocazione in Serie A in occasione del match contro il Torino senza però fare il suo ingresso in campo.
Al termine della stagione 2017-2018 ha fatto ritorno al Genoa, squadra che ne aveva acquistato il cartellino nel 2016 lasciandolo in prestito al Chievo fino al termine della stagione. Con i Grifoni ha giocato in primavera riuscendo comunque ad ottenere alcune convocazioni in prima squadra.
Nel luglio 2018 è stato ceduto in prestito all'Albissola con cui ha giocato con continuità disputando 24 incontri in Serie C e 3 in Coppa Italia Serie C. In vista della stagione successiva è stato ceduto nuovamente in prestito, questa volta all'Hermannstadt.

### Nazionale
Ha giocato nelle nazionali giovanili rumene Under-19 ed Under-21.
Il 17 novembre 2022 esordisce in nazionale maggiore.

## Statistiche

### Presenze e reti nei club
Statistiche aggiornate al 23 luglio 2023.
| Stagione            | Squadra             | Campionato          | Campionato | Campionato | Coppe nazionali | Coppe nazionali | Coppe nazionali | Coppe continentali | Coppe continentali | Coppe continentali | Altre coppe | Altre coppe | Altre coppe | Totale | Totale | Totale |
| Stagione            | Squadra             | Comp                | Pres       | Reti       | Comp            | Pres            | Reti            | Comp               | Pres               | Reti               | Comp        | Pres        | Reti        | Pres   | Reti   |        |
| ------------------- | ------------------- | ------------------- | ---------- | ---------- | --------------- | --------------- | --------------- | ------------------ | ------------------ | ------------------ | ----------- | ----------- | ----------- | ------ | ------ | ------ |
| 2018-2019           | Albissola           | C                   | 24         | 0          | CI-C            | 3               | 0               |                    | -                  | -                  |             | -           | -           | 27     | 0      |        |
| 2019-2020           | Hermannstadt        | L1                  | 33         | 0          | CR              | 0               | 0               |                    | -                  | -                  |             | -           | -           | 33     | 0      |        |
| 2020-2021           | Hermannstadt        | L1                  | 37+2       | 1+0        | CR              | 0               | 0               |                    | -                  | -                  |             | -           | -           | 39     | 1      |        |
| 2021-2022           | Hermannstadt        | L2                  | 26         | 1          | CR              | 1               | 0               |                    | -                  | -                  |             | -           | -           | 27     | 1      |        |
| 2022-2023           | Hermannstadt        | L1                  | 34         | 2          | CR              | 5               | 0               |                    | -                  | -                  |             | -           | -           | 39     | 2      |        |
| lug. 2023           | Hermannstadt        | L1                  | 2          | 0          | CR              | 0               | 0               |                    | -                  | -                  |             | -           | -           | 2      | 0      |        |
| Totale Hermannstadt | Totale Hermannstadt | Totale Hermannstadt | 132+2      | 4          |                 | 6               | 0               |                    | -                  | -                  |             | -           | -           | 140    | 4      |        |
| Totale carriera     | Totale carriera     | Totale carriera     | 158        | 4          |                 | 9               | 0               |                    | -                  | -                  |             | -           | -           | 167    | 4      |        |

### Cronologia presenze e reti in nazionale
| Cronologia completa delle presenze e delle reti in nazionale ― Romania | Cronologia completa delle presenze e delle reti in nazionale ― Romania | Cronologia completa delle presenze e delle reti in nazionale ― Romania | Cronologia completa delle presenze e delle reti in nazionale ― Romania | Cronologia completa delle presenze e delle reti in nazionale ― Romania | Cronologia completa delle presenze e delle reti in nazionale ― Romania | Cronologia completa delle presenze e delle reti in nazionale ― Romania | Cronologia completa delle presenze e delle reti in nazionale ― Romania |
| Data                                                                   | Città                                                                  | In casa                                                                | Risultato                                                              | Ospiti                                                                 | Competizione                                                           | Reti                                                                   | Note                                                                   |
| ---------------------------------------------------------------------- | ---------------------------------------------------------------------- | ---------------------------------------------------------------------- | ---------------------------------------------------------------------- | ---------------------------------------------------------------------- | ---------------------------------------------------------------------- | ---------------------------------------------------------------------- | ---------------------------------------------------------------------- |
| 17-11-2022                                                             | Cluj-Napoca                                                            | Romania                                                                | 1 – 2                                                                  | Slovenia                                                               | Amichevole                                                             | -                                                                      | 73’                                                                    |
| 20-11-2022                                                             | Chișinău                                                               | Moldavia                                                               | 0 – 5                                                                  | Romania                                                                | Amichevole                                                             | -                                                                      |                                                                        |
| 28-3-2023                                                              | Bucarest                                                               | Romania                                                                | 2 – 1                                                                  | Bielorussia                                                            | Qual. Euro 2024                                                        | -                                                                      |                                                                        |
| 26-3-2024                                                              | Madrid                                                                 | Colombia                                                               | 3 – 2                                                                  | Romania                                                                | Amichevole                                                             | -                                                                      | 87’                                                                    |
| Totale                                                                 |                                                                        | Presenze                                                               | 4                                                                      |                                                                        | Reti                                                                   | 0                                                                      |                                                                        |